# Jennifer Heil
Jennifer Heil, née le 11 avril 1983, est une skieuse acrobatique canadienne. Elle a gagné l'épreuve des bosses féminines aux Jeux olympiques d'hiver de 2006 à Turin puis prend la médaille d'argent lors des Jeux olympiques d'hiver de 2010 à Vancouver.
Jennifer Heil a participé à ses premières Jeux olympiques à Salt Lake City pour les Jeux olympiques d'hiver de 2002 à 18 ans, ayant fini au 4e rang pour un centième de point. Elle obtient congé pour la saison 2002-2003 en raison d'une blessure, mais gagne le championnat du monde de 2003-2004 et 2004-2005.
Elle est née à Spruce Grove, en Alberta. Elle a commencé à skier à l'âge de 2 ans.
Jennifer Heil est maintenant résidente de Montréal, Québec et forme un couple avec Dominick Gauthier, ancien skieur acrobatique de bosses et entraîneur de l'équipe canadienne de bosses. Dominick Gauthier est l'entraîneur de Jennifer Heil et d'Alexandre Bilodeau.

## Palmarès

### Jeux olympiques d'hiver
| Édition/Discipline   | Bosses |
| Jeux olympiques 2002 | 4e     |
| Jeux olympiques 2006 | 1er    |
| Jeux olympiques 2010 | 2e     |

### Championnats du monde
| Édition/Discipline | Bosses | Bosses en parallèle |
| Mondiaux 2001      | 7e     | -                   |
| Mondiaux 2005      | 5e     | 1er                 |
| Mondiaux 2007      | 2e     | 1er                 |
| Mondiaux 2009      | 2e     | 10e                 |
| Mondiaux 2011      | 1er    | 1er                 |

### Coupe du monde
- 1 gros globe de cristal :
  - Vainqueur du classement général en 2007[1].
- 6 petits globe de cristal :
  - Vainqueur du classement bosses en 2004, 2005, 2006, 2007 et 2010[1].
  - Vainqueur du classement bosses parallèle en 2007.
- 58 podiums dont 25 victoires pour 93 départs[2].